# لویس (کانزاس)
لویس (به انگلیسی: Lewis) شهری در ایالت کانزاس کشور ایالات متحده آمریکا است که جمعیت آن در سرشماری سال ۲۰۱۰ میلادی، ۴۵۱ نفر بوده‌است.